# 長森英二
長森 英二（ながもり えいじ、1974年6月16日 - ）は、日本の生物工学者。大阪工業大学工学部生命工学科教授。工学博士（名古屋大学）。日本生物工学会和文誌副編集委員長。日本再生医療学会代議員。化学工学会バイオ部会メディカル分科会幹事、第84年会ポスター・学生賞ワーキンググループ審査委員。文部科学省科学技術・学術政策研究所科学技術動向研究センター専門調査員。大阪産業技術研究所・大阪商工会議所との共同推進機関OIT-P（Osaka Industrial Technology Platform; 地域産業技術プラットフォーム）のメンバー。愛知県出身。
主な専門は、生物工学・生化学・バイオサイエンス（特にiPS細胞）、組織工学・組織培養工学（特にバイオリアクター）。

## 経歴
1997年名古屋大学工学部生物機能工学科卒業。1999年同大学大学院工学研究科生物機能工学専攻博士前期課程修了。2001年同大学院工学研究科生物機能工学専攻博士後期課程修了。2001年生物系特定産業技術研究開発推進機構（BRAIN）博士研究員。2002年豊田中央研究所バイオ研究室研究員の後、2007年同研究所先端研究センター長森研究グループリーダを経て、2011年に大阪大学大学院工学研究科生命先端工学専攻生物工学コース講師。2016年大阪工業大学工学部生命工学科准教授。2024年同学科教授。
主な所属学会は、日本生物工学会、化学工学会、日本動物細胞工学会、日本再生医療学会、バイオインダストリー協会。主な受賞は、日本生物工学会論文賞（2003年度、2007年度、2018年度）、日本動物細胞工学会・研究奨励賞（2012年度）。主な著書は、骨格筋研究を核とした筋スマート社会（監修、シーエムシー・リサーチ2019、学術書）。

## 主な研究
- 複雑な構造を有する骨格筋の組織工学[9]
- 組織工学技術を応用した革新的な食肉の自動生産技術の研究開発 〜 和牛肉の組織構造設計図から3Dプリントで筋・脂肪・血管の線維組織ファイバーの作製に成功（JST産官学連携研究：イギリス科学誌「Nature Communications」2021に掲載。Life and Biological Sciences部門で、2021年に閲覧回数の多い論文Top25に選出）[10][11][12]
- ヒトiPS細胞バイオリアクターの操作論設計[13]
- 抗体医薬を生産するCHO細胞のバイオリアクター（大阪大学工学部との共同研究）[14]
- バイオオイルを生産する光合成微細藻類のバイオリアクター（大阪工業大学工学部環境工学科との共同研究）[15]
- 生体模倣培養（臓器リアクター）による機能発揮・評価[16]
- 生体アクチュエーターを用いた持続可能な 動力供給システムの創出[17]

SDGs実現を支えるバイオものづくり技術者の育成・輩出を目的に、2021年バイオものづくりラボ（大阪工業大学10号館3階）を開設している。